# Estación Fernández Moreno
Fernández Moreno es una estación ferroviaria ubicada en las localidades de Villa Lynch y Sáenz Peña y entre los partidos de Tres de Febrero y San Martín, Provincia de Buenos Aires, Argentina

## Servicios
La estación corresponde al Ferrocarril General Urquiza de la red ferroviaria argentina, en el ramal que conecta las terminales Federico Lacroze y General Lemos.

## Ubicación
La estación se encuentra en el límite entre la localidad de Sáenz Peña perteneciente al partido de Tres de Febrero, y localidad de Villa Lynch del partido de San Martín, provincia de Buenos Aires.